# Joshiro Maruyama
Joshiro Maruyama –en japonés: 丸山城志郎, Maruyama Joshiro– (11 de agosto de 1993) es un deportista japonés que compite en judo.
Ganó cuatro medallas en el Campeonato Mundial de Judo entre los años 2019 y 2023, y una medalla de plata en los Juegos Asiáticos de 2018.

## Palmarés internacional
| Campeonato Mundial | Campeonato Mundial   | Campeonato Mundial | Campeonato Mundial |
| Año                | Lugar                | Medalla            | Categoría          |
| ------------------ | -------------------- | ------------------ | ------------------ |
| 2019               | Tokio (Japón)        | Medalla de oro     | –66 kg             |
| 2021               | Budapest (Hungría)   | Medalla de oro     | –66 kg             |
| 2022               | Taskent (Uzbekistán) | Medalla de plata   | –66 kg             |
| 2023               | Doha (Catar)         | Medalla de plata   | –66 kg             |
| Juegos Asiáticos   |                      |                    |                    |
| Año                | Lugar                | Medalla            | Categoría          |
| 2018               | Yakarta (Indonesia)  | Medalla de plata   | –66 kg             |